# 翁玉耀
翁玉耀（1965年3月—），福建省福清市人。汉族。1986年7月参加工作，中共党员。大学学历、工程师。中华人民共和国政治人物。

## 人物履历
1986年从大学毕业后参加工作。1992年11月，任福建省建委标准化室主任科员，其间，他于1991年7月至1992年9月在福州市市政工程管理处挂职任副主任。1995年12月，任福建省建委科技处副处长，其间，下放地方，于1996年5月至1998年6月在漳平市挂职任副市长。1998年8月，任福建省建委科技处处长。2000年8月，任福建省建设厅办公室主任、法规处处长。2002年3月，任福建省建设厅办公室主任。2002年5月，升任福建省建设厅副厅长、党组成员。2009年8月，任福建省住房和城乡建设厅副厅长、党组成员。2011年9月，任福建省住房和城乡建设厅厅长、党组书记。2013年2月，任中共莆田市委副书记、代市长，同年3月当选市长。2016年8月，不再担任中共莆田市委副书记，任福建省经济和信息化委员会党组书记、主任。2018年9月，福建省经济和信息化委员会改制为福建省工业和信息化厅，出任首任厅长，并兼任省无线电管理办公室主任。
2017年6月25日，当选为中共十九大代表。
2025年1月17日，当选为福建省人民代表大会常务委员会委员。
2025年7月30日，当选福建省第十四届人民代表大会环境与资源保护委员会副主任委员